# Obsjtina Novi Pazar
Obsjtina Novi Pazar (bulgariska: Община Нови Пазар) är en kommun i Bulgarien.   Den ligger i regionen Sjumen, i den nordöstra delen av landet, 300 km öster om huvudstaden Sofia.
Obsjtina Novi Pazar delas in i:
- Vojvoda
- Enevo
- Izbul
- Mirovtsi
- Pamuktjii
- Praventsi
- Preselka
- Stan
- Stojan Michajlovski

Följande samhällen finns i Obsjtina Novi Pazar:
- Novi Pazar